# استانداری اردبیل
استانداری اردبیل یک نهاد مرتبط سازمان امور اداری کشور و نمایندهٔ دولت جمهوری اسلامی ایران در استان اردبیل است که در شهر اردبیل واقع شده است.

## فرمانداری‌ها
- فرمانداری شهرستان اردبیل
- فرمانداری شهرستان مشگین‌شهر
- فرمانداری شهرستان پارس‌آباد
- فرمانداری شهرستان خلخال
- فرمانداری شهرستان نمین
- فرمانداری شهرستان گرمی
- فرمانداری شهرستان بیله‌سوار
- فرمانداری شهرستان اصلاندوز
- فرمانداری شهرستان نیر
- فرمانداری شهرستان کوثر
- فرمانداری شهرستان انگوت
- فرمانداری شهرستان سرعین